# Truppenpsychologie
Truppenpsychologie ist eine Form der angewandten Psychologie in der Bundeswehr, die sich mit dem Erleben und Verhalten von Soldaten befasst.
Hauptamtlich tätige Truppenpsychologen gibt es im Heer, der Luftwaffe und der Marine. Sie arbeiten auf Divisions-, Brigade- und Flottillenebene und werden durch das Heeresführungskommando, Luftwaffenführungskommando bzw. Marinekommando geführt. Hauptamtlich tätige Truppenpsychologen wie auch Psychologen aus anderen Bereichen der Wehrverwaltung begleiten Soldaten als Wehrübende in Einsätze der deutschen Streitkräfte. Dort sind ihre Hauptaufgaben Krisenintervention sowie Einzelfall- und Führungsberatung.

## Aufgaben der Truppenpsychologie
Erfahrungen der Bundeswehr, aber auch anderer Nationen, haben gezeigt, dass Soldaten im Einsatz nicht nur physischen, sondern auch erheblichen psychischen Belastungen ausgesetzt sind. Diese Belastungen beziehen sich nicht ausschließlich auf den militärischen Einsatz, sondern auch auf die militärischen und privaten Rahmenbedingungen, wie Absicherung und Betreuung der Familie, Betreuung und Fürsorge durch Vorgesetzte oder die Anerkennung der Einsätze durch die Öffentlichkeit. Von zentraler Bedeutung war und ist es daher, Stressmanagementstrategien zu verbessern, indem personale und soziale Ressourcen gestärkt und unterstützende Strukturen etabliert werden.
Das zuletzt im März 2004 überarbeitete „Rahmenkonzept zur Bewältigung psychischer Belastungen von Soldaten“ des Bundesministeriums der Verteidigung, allgemein als Stresskonzept der Bundeswehr bekannt, regelt und koordiniert die vielfältigen Maßnahmen, die zur Stärkung bzw. Wiederherstellung der psychischen Stabilität der Soldaten vor, während und nach den Einsätzen erforderlich sind. Es stellt sicher, dass die Maßnahmen der Menschenführung und Betreuung mit den Maßnahmen des Sanitätsdienstes, des Psychologischen Dienstes, der Militärseelsorge und des Sozialdienstes abgestimmt werden.
Seit Beginn der Auslandseinsätze hat die Bundeswehr die Betreuungsmaßnahmen ständig ausgebaut und verbessert. So wurden in den vergangenen Jahren die einsatzbezogenen Maßnahmen im Rahmen der Einsatzvorbereitung, der Einsatzbegleitung und der Einsatznachbereitung verstärkt und v. a. der Reintegration der Soldaten nach Einsatzrückkehr ein besonderes Gewicht gegeben. Im Vordergrund steht dabei stets die Prävention. Damit soll der Umgang mit belastenden und/oder potenziell traumatisierenden Situationen erleichtert und möglichen Stressfolgen vorgebeugt werden. Daher stehen im Rahmen der Einsatzvorbereitung zunächst psychologische Ausbildungs- und Trainingsmaßnahmen im Vordergrund, bei denen die Soldaten lernen, mit Belastungen umzugehen, Stressmanagementtechniken anzuwenden und psychologische Selbst- und Kameradenhilfe zu leisten.
Vorgesetzte erhalten erweiterte Schulungen im Umgang mit Belastungen und mit belasteten Soldaten.
Im Rahmen der psychologischen Einsatzbegleitung stehen den Einsatzkontingenten Truppenpsychologen zur Beratung und Betreuung zur Verfügung. Bereits während des Einsatzes können besonders belastete Soldaten in einem Recreationcenter (RecC) außerhalb der Area of operation die Möglichkeit zur Stressentlastung erhalten, wenn die infrastrukturellen und organisatorischen Rahmenbedingungen es zulassen. Dort werden sie von Psychologen und Sozialarbeitern betreut.
Sofern nach einem besonders belastenden Einzelerlebnis im Einsatz oder auch bei entsprechenden Ereignissen im Inland die Maßnahmen der psychologischen Selbst- und Kameradenhilfe nicht mehr ausreichen, um eine Stabilisierung der Betroffenen herbeizuführen, werden durch hierfür gebildete Kriseninterventionsteams (KIT), unter Leitung von Psychologen oder Ärzten, strukturierte Gespräche und Einzelmaßnahmen zur psychotraumabezogenen Einsatznachbereitung durchgeführt. Die KIT werden von hierfür speziell ausgebildeten Peers unterstützt.
Nach Einsatzrückkehr wird bei den für alle Soldaten obligatorischen Rückkehreruntersuchungen bzw. -befragungen durch den Truppenarzt insbesondere auch auf Anzeichen von beginnenden oder manifesten posttraumatischen Belastungsstörungen (PTBS) geachtet.
Etwa sechs bis acht Wochen nach Einsatzende werden für alle Einsatzteilnehmer zwei- bis dreitägige Einsatznachbereitungsseminare durchgeführt, in denen der Einsatz und die persönlichen Erfahrungen und Erlebnisse der Soldaten in der Gruppe unter Leitung speziell hierfür ausgebildeter Moderatoren aufgearbeitet werden und der Einsatz „abgeschlossen“ wird. In den Seminaren sollen aber auch solche Soldaten identifizieren werden, denen weitergehende Nachbereitungsangebote gemacht werden sollten / müssen. Die Teilnahme an diesen Seminaren ist für alle Einsatzteilnehmer Pflicht; Familienangehörige können auf Wunsch und bei Bedarf ebenfalls teilnehmen. Psychologisches Fachpersonal unterstützen erforderlichenfalls in diesen Seminaren.
Nach dem Einsatz kann eine in der Regel dreiwöchige Präventivkur durchgeführt werden, in der belastete Soldaten im Rahmen eines Erholungskonzeptes im vortherapeutischen Bereich bei ihrer Regeneration unterstützt werden.
An den Bundeswehrkrankenhäusern wurden spezielle Gruppen zur Einsatznachsorge eingerichtet, die sich aus Angehörigen des Sanitätsdienstes, des Psychologischen Dienstes, der Militärseelsorge und des Sozialdienstes zusammensetzen und erforderliche Maßnahmen von der Beratung bis hin zur Einleitung therapeutischer Maßnahmen anbieten.
Ist es bereits zu länger andauernden Belastungsreaktionen oder zu Psychotraumen gekommen, wird die weitere – auch therapeutische – Betreuung durch Fachärzte und psychologische Psychotherapeuten an den Bundeswehrkrankenhäusern oder in anderen Einrichtungen der Bundeswehr oder des zivilen Gesundheitswesens ambulant oder stationär sichergestellt.
Darüber hinaus hat die Bundeswehr als weitere Maßnahme der Betreuung eine flächendeckende Familienbetreuungsorganisation eingerichtet, die insbesondere den von Auslandseinsätzen betroffenen Soldaten und ihren Familien Hilfe und Unterstützung in allen sozialen Belangen anbietet. Hierbei wird auch die Unterstützungsleistung des Sozialdienstes der Bundeswehr vielfältig in Anspruch genommen. Darüber hinaus stehen auf Wunsch der Betroffenen auch Truppenpsychologen und Truppenärzte sowie auch Militärseelsorger als weitere Ansprechpartner zur Verfügung.
Im Rahmen des Psychosozialen Netzwerks stehen der Truppe Ärzte, Truppenpsychologen, Militärpfarrer und Sozialarbeiter zur Betreuung und Beratung zur Verfügung. Dadurch ist sichergestellt, dass jede Soldatin und jeder Soldat bei Problemen das passende Beratungs- und Betreuungsangebot erhält. Erholungs- und Kurangebote ergänzen die Betreuungsmöglichkeiten.
Aktive Soldaten haben nach Einsatzende – im normalen Dienstbetrieb in der Heimat – bei psychischen Problemen jederzeit die Möglichkeit, die zahlreichen Hilfsangebote der Bundeswehr zu nutzen (z. B. über den zuständigen Truppenarzt).
Ehemalige Soldaten werden in einem gewissen zeitlichen Abstand nach Ende des Auslandseinsatzes angeschrieben und über die Ansprechstellen informiert, die ihnen im Falle von einsatzbedingten Spätfolgen weiterhelfen können.

## Situation in der Bundeswehr
Die Erkenntnis, dass Soldaten im Einsatz auch erheblichen psychischen Belastungen ausgesetzt sein können, ist nicht neu. Von zentraler Bedeutung war und ist es daher, die Möglichkeiten zur Stressverarbeitung zu verbessern und die Soldaten unter möglichst „realen“ Bedingungen auf den Einsatz vorzubereiten, im Einsatz ärztlich, psychologisch und seelsorgerisch zu begleiten und nach dem Einsatz dafür zu sorgen, dass noch bestehende Belastungen aus dem Einsatz weiter abgebaut werden.
An erster Stelle ist die psychologische Selbst- und Kameradenhilfe sowie die Fürsorge durch die Vorgesetzten zu nennen. Darüber hinaus stehen der Truppe Ärzte, Truppenpsychologen, Militärpfarrer und Sozialarbeiter als psychosoziales Netz zur Betreuung und Beratung zur Verfügung. Dadurch ist sichergestellt, dass jede Soldatin und jeder Soldat bei Problemen das passende Beratungs- und Betreuungsangebot erhält. Erholungs- und Kurangebote ergänzen die Betreuungsmöglichkeiten. Im Bedarfsfall wird bei andauernden Belastungsreaktionen – bis hin zur Posttraumatischen Belastungsstörung (PTBS) – die psychotherapeutische Betreuung und Behandlung an den Bundeswehrkrankenhäusern sichergestellt.
Familienbetreuungszentren an den Heimatstandorten kümmern sich während der Auslandseinsätze um die Familienangehörigen.
Ehemalige Soldaten werden in einem gewissen zeitlichen Abstand nach Ende des Auslandseinsatzes angeschrieben und über die Ansprechstellen informiert, die ihnen im Falle von einsatzbedingten Spätfolgen weiterhelfen können.